# Джоана Шуп
Джоди Ротондо (на английски: Jodi Rotondo) е американска писателка на произведения в жанра исторически любовен роман. Пише под псевдонима Джоана Шуп (на английски: Joanna Shupe).

## Биография и творчество
Джоди Ротондо е родена на 23 ноември 1971 г. в САЩ.
Следва журналистика. Докато е в колежа, а и след това, чете много любовни романи. След дипломирането си работи в областта на спорта и театъра като специалист по маркетинг, реклама и връзките с обществеността. След това работи като координатор по комуникациите в конгрегация Oheb Shalom в Южен Ориндж. Едновременно с работата си, като хоби и с подкрепата на съпруга и сестра си, започва да пише пикантни исторически любовни романи.
През 2013 г. тя спечели престижната награда „Златно сърце“ на Писателите на любовни романи на Америка за най-добър неиздаден исторически любовен роман.
Първият ѝ роман „Херцогинята куртизанка“ от поредицата „Порочни лъжи“ е издаден през 2015 г. Обявен е за най-добър нов исторически роман от списание RT Book Review за 2015 г.
Романът ѝ „Magnate“ (Магнат) от поредицата „Клуб „Кникърбокър“ издаден през 2016 г. Романът става бестселър и е обявен за една от най-добрите книги на годината от „Publishers Weekly“, „Вашингтон Поуст“ и „Kobo“.
Джоди Ротондо живее със семейството си в Мейпълууд, Ню Джърси.

## Произведения

### Самостоятелни романи
- Miracle on Ladies' Mile (2018)

### Серия „Порочни лъжи“ (Wicked Deceptions)
1. The Courtesan Duchess (2015)
Херцогинята куртизанка, изд.: „Егмонт България“, София (2015), прев. Силвия Желева
2. The Harlot Countess (2015)
Графинята блудница, изд.: „Егмонт България“, София (2016), прев. Силвия Желева
3. The Lady Hellion (2015)
Дяволската лейди, изд.: „Егмонт България“, София (2017), прев. Елка Виденова

### Серия „Клуб „Кникърбокър“ (Knickerbocker Club)
1. Magnate (2016)
2. Baron (2016)
3. Mogul (2017)

### Серия „Четиристотин“ (Four Hundred)
1. A Daring Arrangement (2017)
2. A Scandalous Deal (2018)
3. A Notorious Vow (2018)

### Серия „Момичета от града“ (Uptown Girls)
1. The Rogue of Fifth Avenue (2019)
2. The Prince of Broadway (2019)
3. The Devil of Downtown (2020)

### Серия „Бунтовници от Пето авеню“ (Fifth Avenue Rebels)
1. The Heiress Hunt (2021)

### Сборници
- How the Dukes Stole Christmas (2018) – с Теса Дейр, Софи Джордан и Сара Маклейн
- Duke I'd Like to F... (2020) – с Никола Дейвидсън, Адриана Ерера, Ева Лий и Сиера Симоне